# Leonard Rodway
Leonard Rodway (5 de octubre de 1853 – 9 de marzo de 1936 ) fue un odontólogo, y botánico activo en Australia.
Rodway nace en Torquay Devon, Inglaterra y se educa en Birmingham. Sirve en el barco escuela de oficiales Worcester, y obtiene los certificados de doble primera clase; actuando por tres años como guardiamarina en el servicio mercante, y decide luego dejar el mar. Obtiene la licenciatura en el "Royal College of Surgeons of England" como cirujano, Londres, y se entrena como dentista. Migra a Queensland Australia en 1878 y prontamente se ubica en Hobart, Tasmania.
Rodway se registra bajo la primera "Tasmanian Dental Act 1884"; siendo mayormente recordado por su interés en botánica. En 1896 es designado gobernador honorario botánico en Tasmania, manteniendo esa posición por 36 años. Su obra botánica la desarrolla exclusivamente en sus fines de semana y durante sus vacaciones.
Entre 1892 a 1928 presenta artículos científicos, principalmente en la Royal Society of Tasmania en la cual fue elegido en 1884, y publica The Tasmanian Flora (Hobart, 1903), un texto de referencia por cuarenta años, Some Wild Flowers of Tasmania (Hobart, 1910) y Tasmanian Bryophyta (Hobart, 1914-16).
Rodway fue galardonado con la Medalla Clarke de la Royal Society of New South Wales en 1924 y la primera "Medalla de la Real Sociedad de Tasmania de 1928.
Fue secretario del "Field Naturalists' Club", el consejo de parques nacionales, y participó en las pescaderías de escuelas técnicas y en otros Consejos. Actuó como oficial supervisor en el Departamento Forestal y por algunos años profesor de botánica en la Universidad de Tasmania. También produjo valiosas obras en jardines y museos botánicos. Su retiro se produce por fragilidad en su salud, en 1932. Rodway también compiló una completa descripción de musgos y hepáticas de Tasmania, contribuyendo con numerosos artículos en Papers & Proceedings en la "Royal Society of Tasmania". Fallece el 9 de marzo de 1936.
Se casa primero con Louisa Phillips y segundo con Olive Barnard, quien lo sobrevive con cuatro hijos y una hija de su primer matrimonio. Fue hecho C.M.G. en 1917. Su biblioteca botánica fue presentada a la "Royal Society of Tasmania" por Mrs. Rodway. Su hija, Florence Rodway, nacida en Hobart, fue una exitosa y capaz pintora de retratos; teniendo obras en las Galerías nacionales de Sídney y de Hobart, y en las colecciones del Commonwealth en Canberra.

## Honores

### Eponimia
Fue honrado con los nombres específicos de:
Hongos Calostoma rodwayi y Entoloma rodwayi
Angiospermas
- (Myrtaceae) Eucalyptus rodwayi R.T.Baker & H.G.Sm.[1]

- (Goodeniaceae) Dampiera rodwayana Rajput & Carolin[2]

- (Lamiaceae) Lachnostachys rodwayana Fitzg.[3]

Y en otras cuarenta especies de Australia.
- La abreviatura «Rodway» se emplea para indicar a Leonard Rodway como autoridad en la descripción y clasificación científica de los vegetales.[4]